# Subhas Punwasi
Subhas Punwasi (geboren ca. 1949) is een Surinaams jurist en voormalig politicus.

## Biografie
Punwasi studeerde rechten in Nederland, en keerde in 1976 als afgestudeerd jurist terug naar Suriname waar hij docent werd aan de Anton de Kom Universiteit. Hij volgde een loopbaan bij het Openbaar Ministerie (OM) als waarnemend substituut, substituut, officier van justitie, hoofdofficier om in 1990 benoemd te worden tot advocaat-generaal.
In de periode 1985-1986 werd zijn carrière bij het OM tijdelijk onderbroken toen Punwasi in het kabinet-Udenhout II minister van Justitie werd.
In 1991 werd bekend dat in de kofferbak van zijn auto verdovende middelen waren aangetroffen. Volgens zijn eigen verklaring betrof dit enveloppen met in beslag genomen drugs die hij bij de verhuizing naar een ander kantoor niet tijdens het weekend in het oude kantoor wilde achterlaten.
In juni 1996 ging toenmalig procureur-generaal Cyril de Randamie met pensioen, waarna Héloïse Rozenblad waarnemend procureur-generaal werd. In juli 1998 werden tijdens het kabinet-Wijdenbosch II Alfred Veldema en Rozenblad benoemd tot president van het Hof van Justitie en procureur-generaal bij het Hof van Justitie. In 2000 ging Rozenblad met pensioen waarna Punwasi waarnemend procureur-generaal werd. Hij werd op 24 juni 2005 op 55-jarige leeftijd geïnstalleerd als procureur-generaal en bleef dat tot hij in 2014 na zijn 65e verjaardag zelf met pensioen ging.